# Seznam jezer ve Spojených státech amerických
Jezera v USA (anglicky jezero – lake). Tabulka obsahuje přehled všech přírodních jezer v USA s plochou přes 1000 km² (bez přehrad v USA) a vybraná menší jezera.

## Tabulka největších jezer
| Pořadí | Jezero             | Rozloha (km²) | Délka (km) | Státy                                  | Odtok                                         |
| ------ | ------------------ | ------------- | ---------- | -------------------------------------- | --------------------------------------------- |
| 1.     | Michigan-Huron     | 81 251        | 710        | Illinois, Indiana, Michigan, Wisconsin | řeka sv. Kláry (povodí řeka sv. Vavřince)     |
| 2.     | Hořejší jezero     | 52 256        | 616        | Michigan, Minnesota, Wisconsin         | řeka sv. Marie (povodí řeka sv. Vavřince)     |
| 3.     | Erijské jezero     | 12 945        | 388        | Michigan, New York, Ohio, Pensylvánie  | Niagara (povodí řeka sv. Vavřince)            |
| 4.     | Ontarijské jezero  | 9042          | 311        | New York                               | řeka sv. Vavřince                             |
| 5.     | Velké Solné jezero | 4662          | 121        | Utah                                   | bezodtoké                                     |
| 6.     | Iliamna            | 2589          | 120        | Aljaška                                | Kvičak                                        |
| 7.     | Okeechobee         | 1890          | ?          | Florida                                | kanály do Atlantského oceánu a Caloosahatchee |
| 8.     | Pontchartrain      | 1619          | 64         | Louisiana                              | průtok do Mexického zálivu                    |
| 9.     | Champlain          | 1269          | 180        | New York, Vermont                      | Richelieu (řeka)                              |
| 10.    | Lesní jezero       | 1200          | 110        | Minnesota                              | Winnipežská řeka (povodí Nelson)              |
| 11.    | Becharof           | 1186          | 60         | Aljaška                                | ?                                             |
|        | Saltonské moře     | 630           |            | Kalifornie                             | bezodtoká oblast                              |
|        | Tahoe              | 502           |            | Kalifornie, Nevada                     | Truckee (povodí bezodtoké oblasti)            |
|        | Utažské jezero     | 392           | 38,3       | Utah                                   | Jordán (povodí bezodtoké oblasti)             |
|        | Kráterové jezero   | 52            | 9,7        | Oregon                                 | bezodtoká oblast                              |